# Antonio Fusi
Antonio Fusi (Lurago d'Erba, 1956) è un dirigente sportivo ed ex ciclista su strada italiano.
Commissario tecnico della nazionale italiana maschile élite di ciclismo su strada dal 1998 al 2000.

## Carriera
Come ciclista corre fra i dilettanti negli anni Settanta e Ottanta. Il 17 agosto 1980 vinse il Trofeo Cavaglio.
Negli anni Novanta è commissario tecnico delle nazionali italiane maschili di ciclismo Juniores e Under-23. Ai mondiali di Lugano del 1996 la nazionale Under-23 da lui guidata riesce a piazzare quattro atleti (nell'ordine Giuliano Figueras, Roberto Sgambelluri, Luca Sironi e Paolo Bettini) nelle prime quattro posizioni della corsa in linea; nella stessa edizione due azzurri (Sironi e Sgambelluri) arrivano sui primi due gradini del podio nella prova a cronometro. Ai mondiali di San Sebastian del 1997 è invece Fabio Malberti a vincere la medaglia d'oro nella crono Under-23.
Dal 1998, su nomina del Consiglio Federale della FCI diventa commissario tecnico anche della nazionale italiana di ciclismo su strada maschile élite, succedendo ad Alfredo Martini. Sotto la sua gestione Michele Bartoli vince il bronzo ai mondiali del 1998. Guida gli azzurri élite in tre edizioni del campionato del mondo e ai giochi olimpici di Sydney 2000.
Esce dallo staff federale di ciclismo a fine 2005, iniziando a insegnare scienze motorie al Liceo Terragni di Olgiate Comasco.
Dal 2020 è nello staff tecnico della Palazzago, team bergamasco che svolge attività under-23. Dal 2021 entra nello staff del Team Colpack Ballan.

## Palmarès
- 1980 (una vittoria)

Trofeo Cavaglio